# Attilio Ruffini

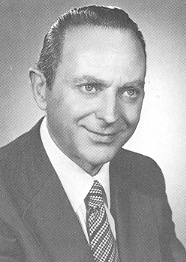
Attilio Ruffini

Attilio Ruffini (* 31. Dezember 1924 in Mantua; † 23. Juni 2011 in Rom) war ein italienischer Politiker.
Ruffini war Mitglied der Democrazia Cristiana und diente in verschiedenen Regierungen als Transport-, Verteidigungs- und Außenminister.